# Кубок Ліхтенштейну з футболу 1951—1952
Кубок Ліхтенштейну з футболу 1951—1952 — 7-й розіграш кубкового футбольного турніру в Ліхтенштейні. Титул здобув Вадуц.

## Попередній раунд
Вільний від матчів Вадуц.
| Команда 1 | Рахунок | Команда 2 |
| --------- | ------- | --------- |
| Вадуц-2   | 2–0     | Шан       |
| Шан II    | 3–10    | Трізен    |
| Бальцерс  | 4–1     | Трізен II |

## 1/2 фіналу
| Команда 1 | Рахунок | Команда 2 |
| --------- | ------- | --------- |
| Вадуц     | 3–1     | Бальцерс  |
| Трізен    | 3–2     | Вадуц-2   |

## Фінал
| 5 жовтня 1952 |

| Вадуц | 2–0 | Трізен |
| ----- | --- | ------ |
|       |     |        |

| Вадуц |